# 메이저 리그 베이스볼 올센추리 팀
1999년에, 메이저 리그 베이스볼 올센추리 팀(Major League Baseball All-Century Team)이 수 많은 팬들의 투표로 진행되었다. 야구 전문가 패널들이 선정한 역대 최고의 야구 선수 100명 중에 30명이 금세기 최고의 팀에 선정되었으며, 그 중 5명은 전문가 패널이 선정한 선수들이다.

## 선수 명단

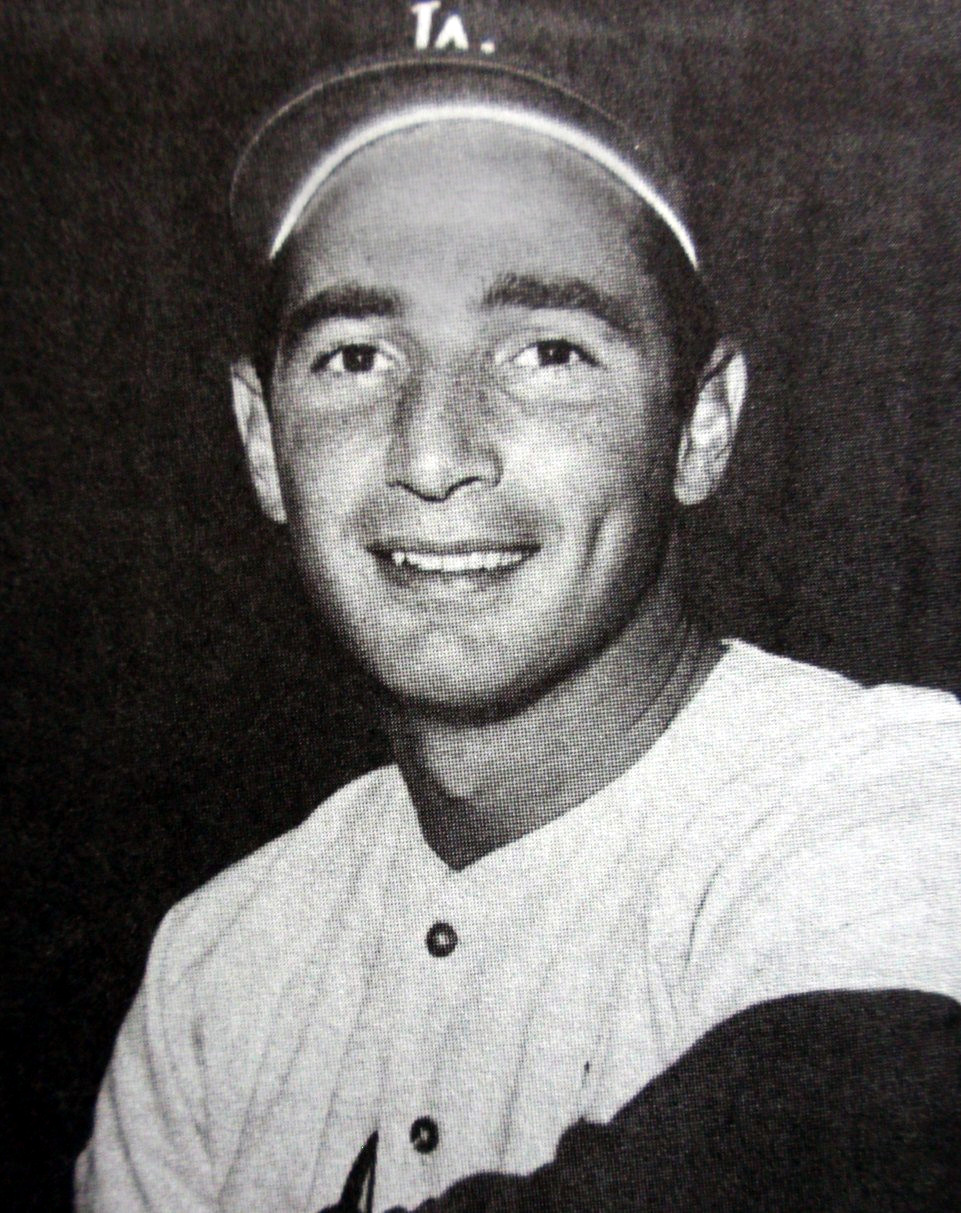
명예의 전당 회원인 샌디 쿠팩스

| 선수   | 선수의 이름                |
| 포지션 | 선수의 주 포지션           |
| 투표수 | 선수가 받은 투표 수        |
| *      | 전문가 패널이 선정한 선수  |
| **     | 투표 당시 현역 선수        |
| ö      | 투표 당시 이미 사망한 선수 |
| †      | 명예의 전당 회원           |

| 선수               | 포지션 | 투표수    |
| ------------------ | ------ | --------- |
| 놀란 라이언†       | 투수   | 992,040   |
| 샌디 쿠팩스†       | 투수   | 970,434   |
| 사이 영†           | 투수   | 867,523   |
| 로저 클레멘스**    | 투수   | 601,244   |
| 밥 깁슨†           | 투수   | 582,031   |
| 월터 존슨†         | 투수   | 479,279   |
| 워런 스판†*        | 투수   | 337,215   |
| 크리스티 매슈슨†*  | 투수   | 249,747   |
| 레프티 그로브†*    | 투수   | 142,169   |
| 조니 벤치†         | 포수   | 1,010,403 |
| 요기 베라†         | 포수   | 704,208   |
| 루 게릭†           | 1루수  | 1,207,992 |
| 마크 맥과이어**    | 1루수  | 517,181   |
| 재키 로빈슨†       | 2루수  | 788,116   |
| 로저스 혼스비†     | 2루수  | 630,761   |
| 마이크 슈미트†     | 3루수  | 855,654   |
| 브룩스 로빈슨†     | 3루수  | 761,700   |
| 칼 립켄 주니어†**  | 유격수 | 669,033   |
| 어니 뱅크스†       | 유격수 | 598,168   |
| 호너스 와그너†*    | 유격수 | 526,740   |
| 베이브 루스†       | 외야수 | 1,158,044 |
| 행크 에런†         | 외야수 | 1,156,782 |
| 테드 윌리엄스†     | 외야수 | 1,125,583 |
| 윌리 메이스†       | 외야수 | 1,115,896 |
| 조 디마지오†       | 외야수 | 1,054,423 |
| 미키 맨틀†         | 외야수 | 988,168   |
| 타이 콥†           | 외야수 | 777,056   |
| 켄 그리피 주니어** | 외야수 | 645,389   |
| 피트 로즈          | 외야수 | 629,742   |
| 스탠 뮤지얼†*      | 외야수 | 571,279   |

## 같이 보기
- 메이저 리그 베이스볼 올타임 팀
- 라티노 레전드 팀
- 미국 야구 명예의 전당